# 204
204是203與205之間的自然數。

## 在数学中
- 合數，正因數有1、2、3、4、6、12、17、34、51、68、102和204。
質因數分解為{\displaystyle 2^{2}\times 3\times 17}。
- 第47個過剩數，真因數和為300，盈度為96。前一個為200、下一個為208。
  - 第48個半完全數，和為本身的其中一組因數為2、 3、 12、 34、 51、 102。前一個為200、下一個為208。
- 不尋常數，大於平方根的質因數為17。
- 第61個十进制的哈沙德數。前一個為201、下一個為207。
- 十进制的奢侈數。
- 正二百零四邊形為第32個可作圖多邊形。前一個為192、下一個為240。
- 首8個平方數之和：{\displaystyle 1^{2}+2^{2}+3^{2}+4^{2}+5^{2}+6^{2}+7^{2}+8^{2}}

## 在其它领域中
- 貝爾204/205直升機，UH-1直升機的民用型版本。
- 圖-204，由 俄羅斯圖波列夫公司推出的的飛機型號
- Peugeot 204，標緻汽車在1960年代推出的車款
- 中國的204国道
- 日本的國道204號